# Ruda Chebzie
Ruda Chebzie – stacja kolejowa w Chebziu, dzielnicy Rudy Śląskiej, w województwie śląskim. Od 19 października 2006 do listopada 2010 r. zespół stacyjny znajdował się na trasie Szlaku Zabytków Techniki Województwa Śląskiego, jednak został z niego usunięty. W 2023 roku główny budynek dworca wrócił na szlak. W roku 2018, w ramach projektu „Stacja Biblioteka”, budynek zaadaptowano na siedzibę biblioteki miejskiej. 

## Ruch pasażerski
| Rok  | Wymiana pasażerska na dobę |
| ---- | -------------------------- |
| 2017 | 700-999                    |
| 2021 | 300-499                    |
| 2022 | 500-699                    |
| 2023 | 500-699                    |
| 2024 | 700-999                    |

## Historia
Pierwszy budynek dworca kolejowego powstał w 1859 roku wraz z budową linii kolejowej do Tarnowskich Gór. Obecnie używany kompleks stacyjny powstał pod koniec XIX w. i składa się m.in. z budynku głównego dworca, budynku biurowego, poczty, warsztatów i zabudowań peronu. Jednym z ciekawszych obiektów zabytkowych jest budynek kolejowy z elewacją z różnokolorowej cegły z odsłoniętą stalową konstrukcją.
Budynek dworca w 2006 roku został wpisany na listę obiektów na Szlaku Zabytków Techniki, jednak ze względu na jego zły stan został usunięty ze szlaku w 2010r. Miasto w 2012 roku wydzierżawiło od ówczesnego zarządcy obiektu (PKP) główny budynek. W 2016 roku miasto wykupiło obiekt za około milion złotych, a rok później ogłosiło remont obiektu wraz z adaptacją na siedzibę Miejskiej Biblioteki Publicznej.
W 2023 roku spółka PKP PLK ogłosiła rozpoczęcie prac nad utworzeniem nowych połączeń między Rudą Śląską a stacjami Zabrze Biskupice oraz Bytom. W ramach inwestycji wyremontowana ma zostać linia kolejowa nr 189 między Chebziem a Biskupicami oraz mają powstać nowe łącznice: ze stacją Ruda Śląska oraz stacją Bytom. Prace mają się zakończyć w 2029 roku.

### Peron górny
Oprócz peronu dolnego, który obsługuje linię kolejową nr 137, do stacji należy także peron górny znajdujący się po drugiej stronie budynku stacyjnego. Peron ten obsługiwał linię Kochłowice – Chebzie – Bytom. Na peronie tym nie ma wiaty, a dzisiaj na tej linii nie odbywa się już żaden ruch. Peron został zamknięty wraz z zawieszeniem ruchu pasażerskiego na tej linii.

## Połączenia
Na stacji kolejowej zatrzymują się pociągi osobowe Kolei Śląskich do:
- Gliwic
- Katowic
- Dąbrowy Górniczej Ząbkowic
- Zawiercia
- Częstochowy

## Galeria

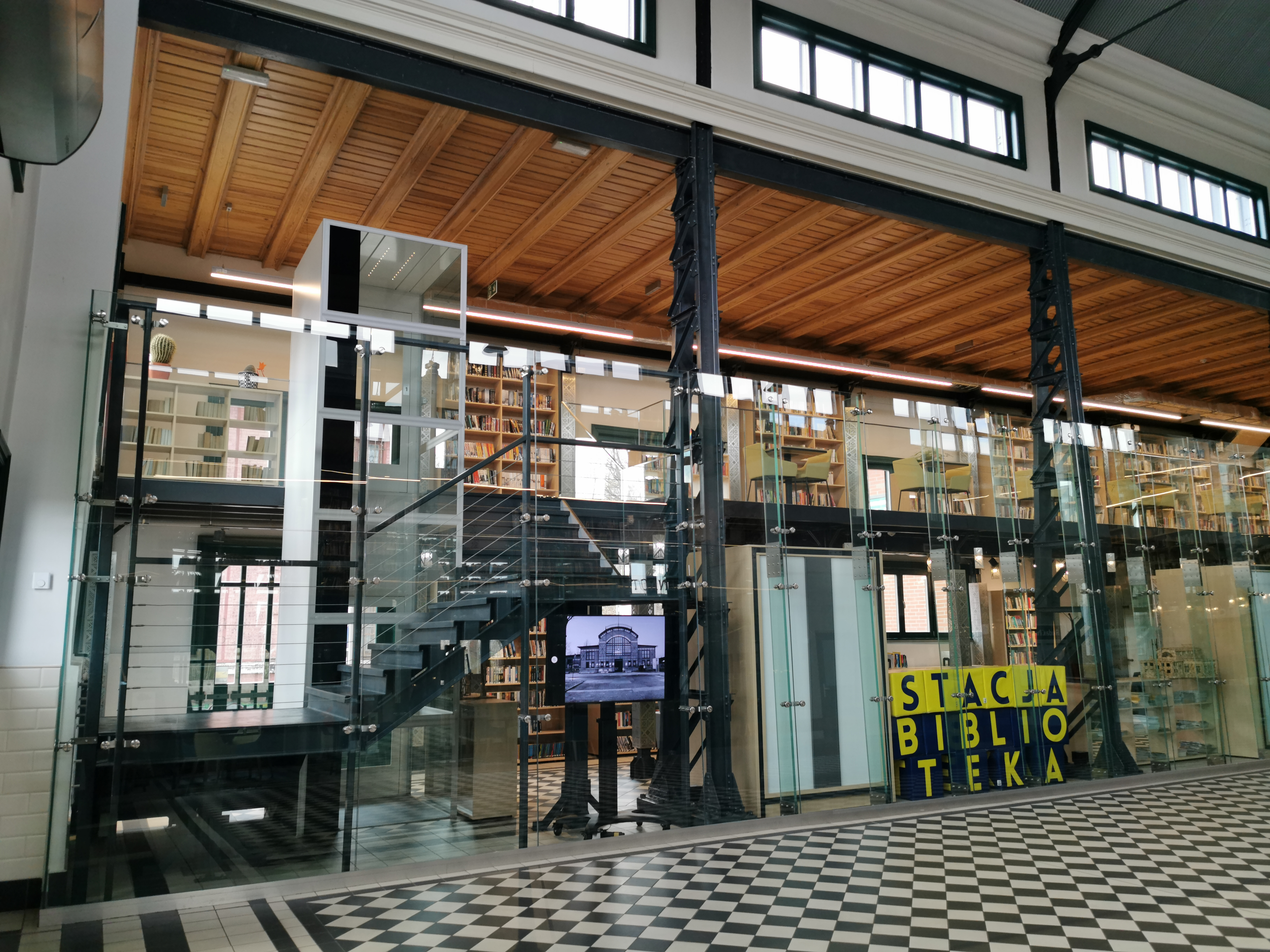
Wnętrze dworca po remoncie (2022)
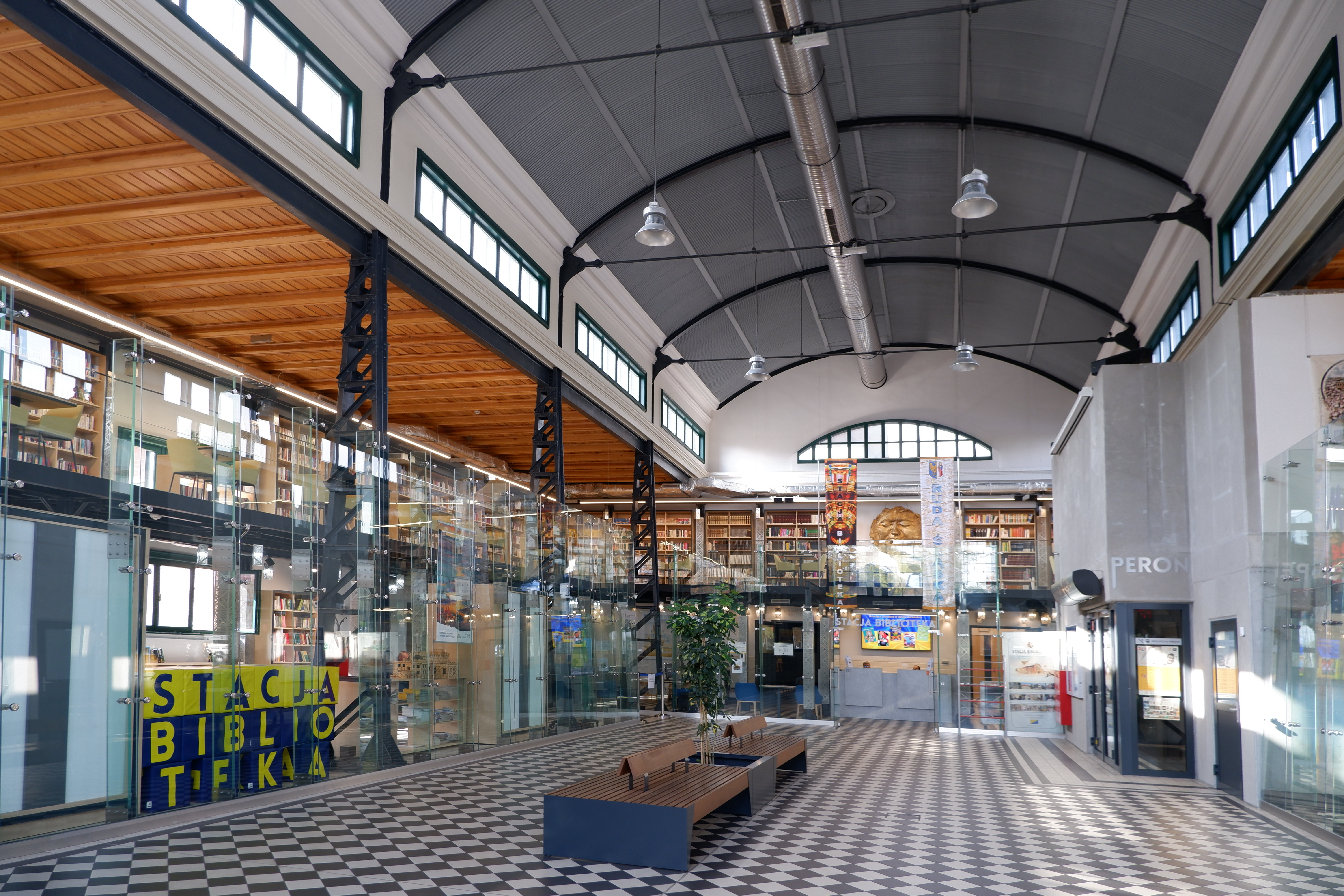
Wnętrze dworca po remoncie (2022)
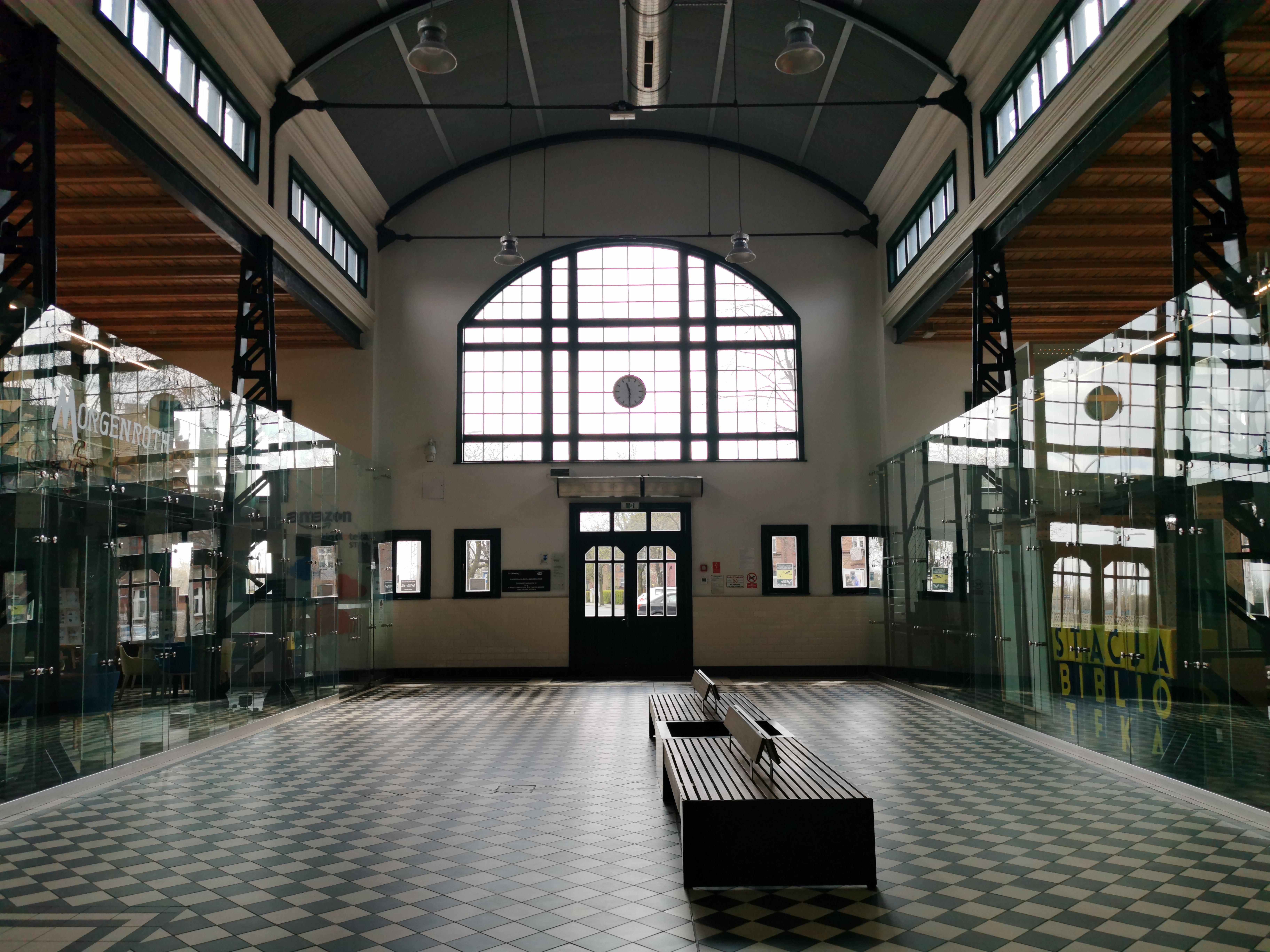
Wnętrze dworca po remoncie (2022)
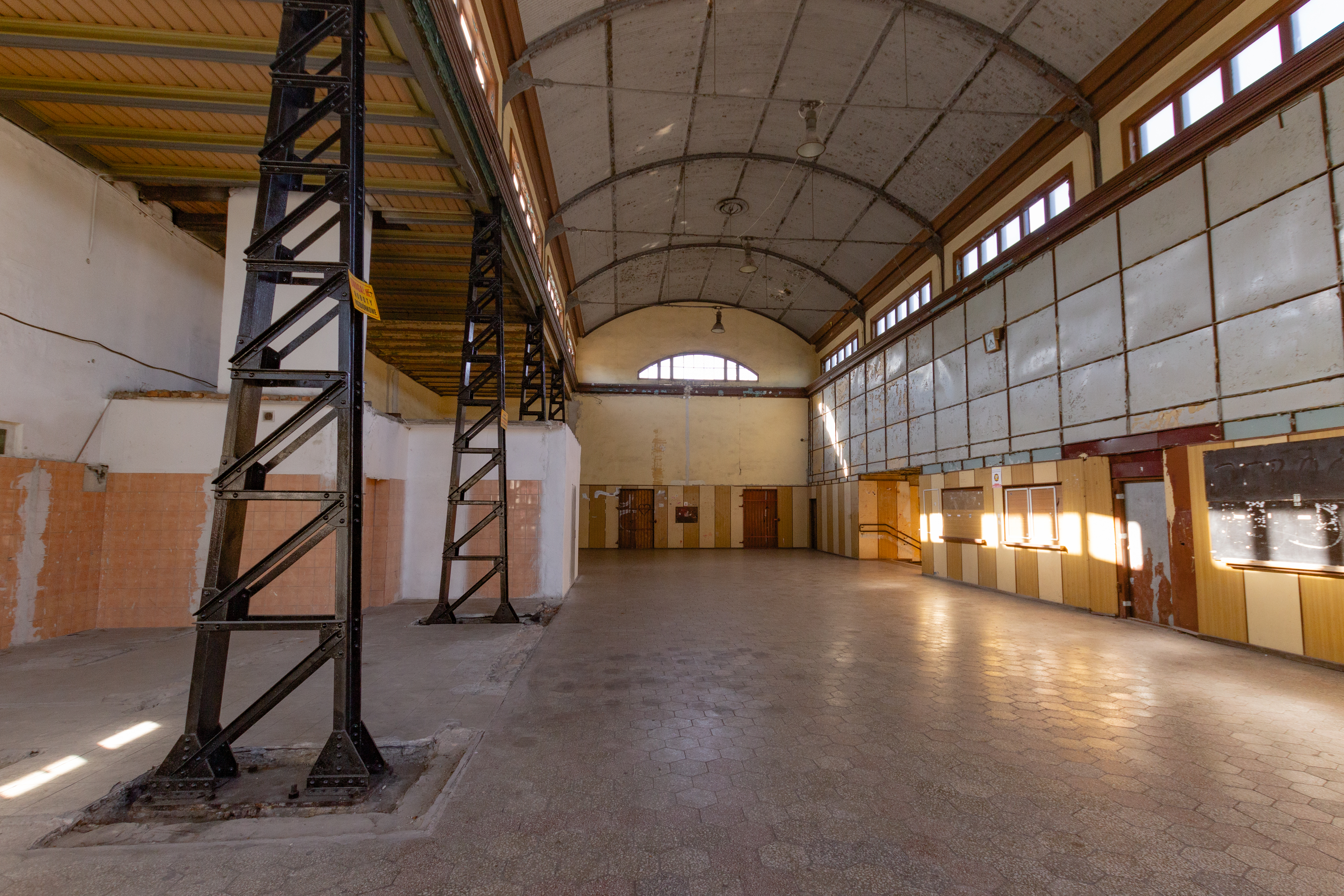
Wnętrze dworca przed remontem (2016)
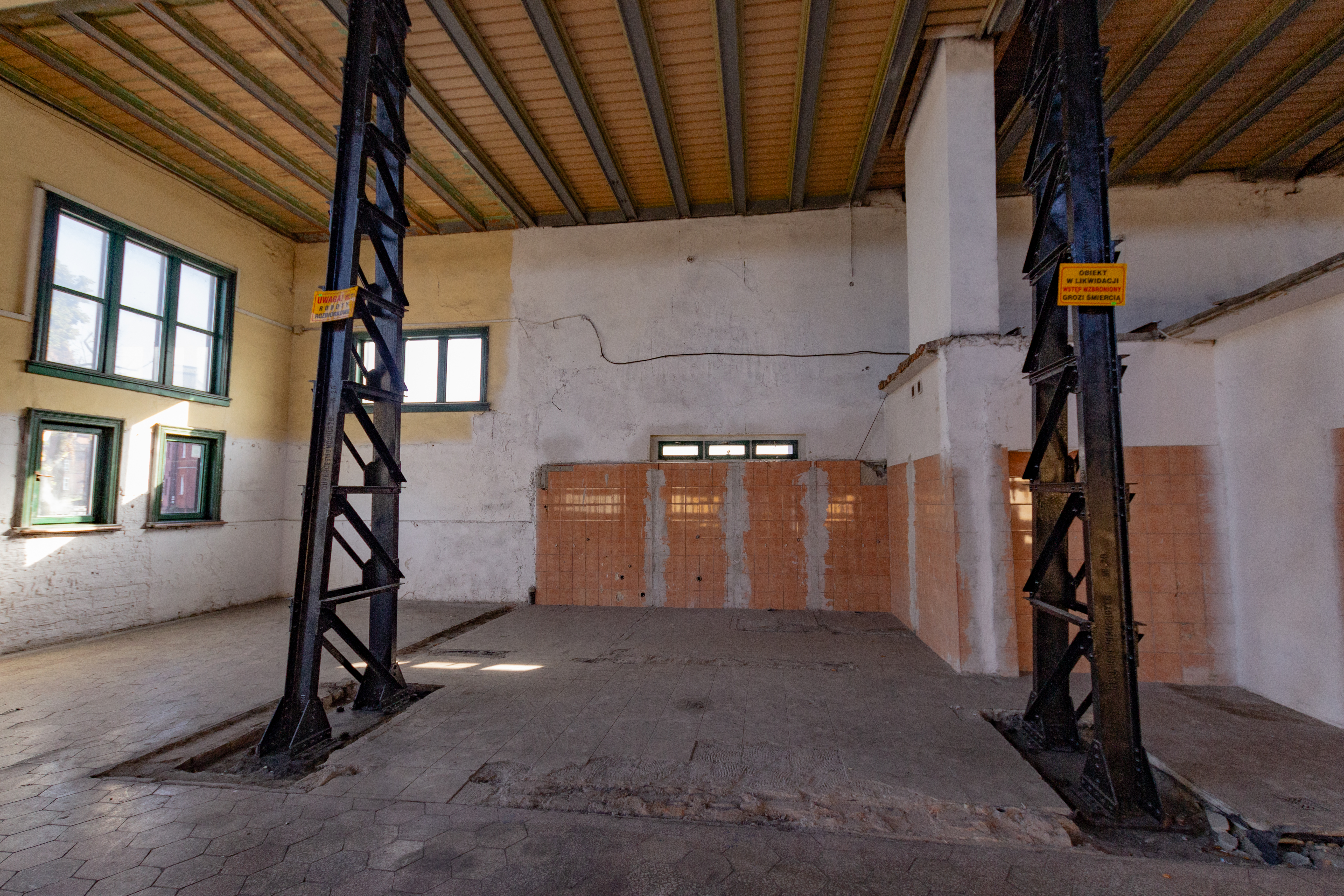
Wnętrze dworca przed remontem (2016)
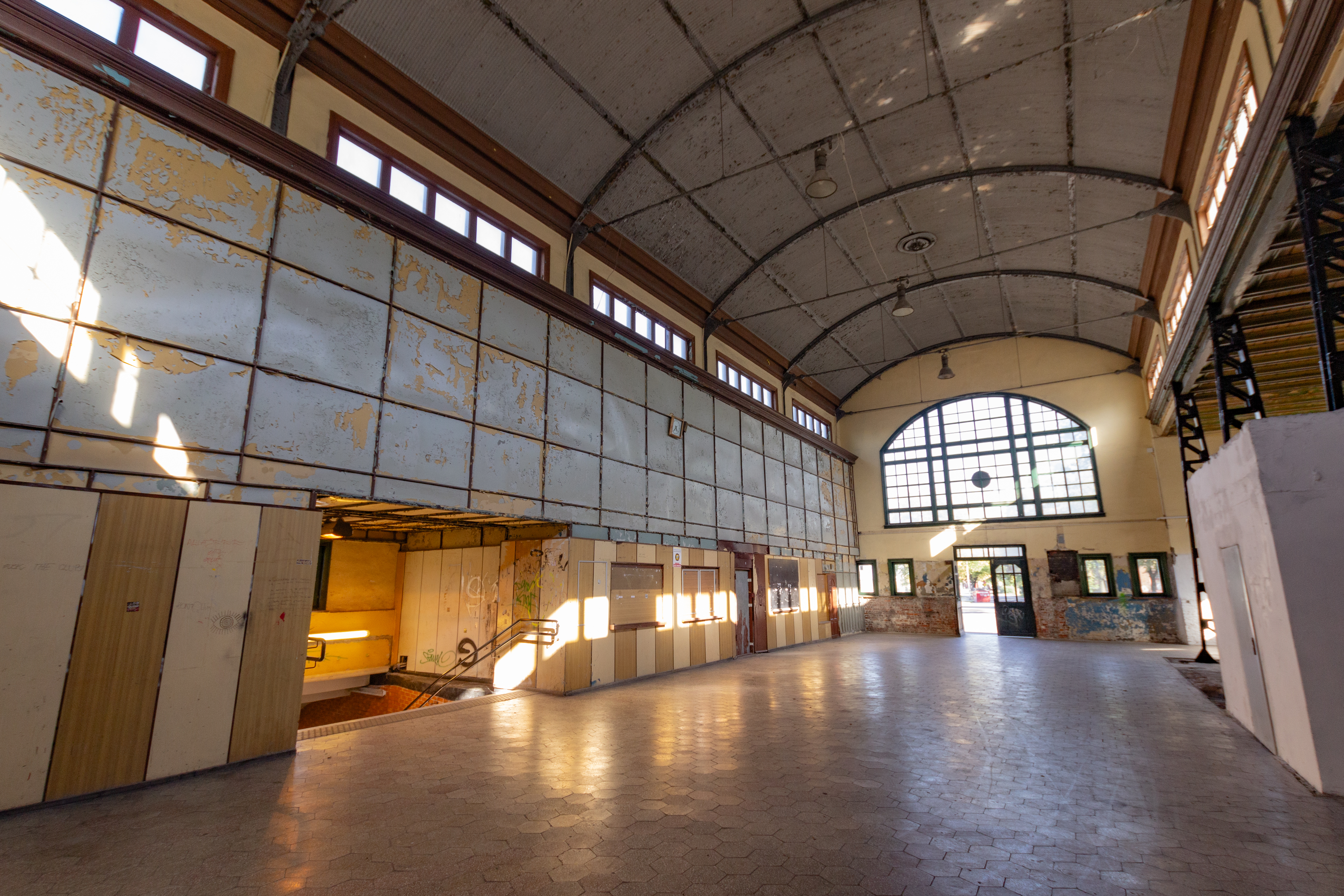
Wnętrze dworca przed remontem (2016)
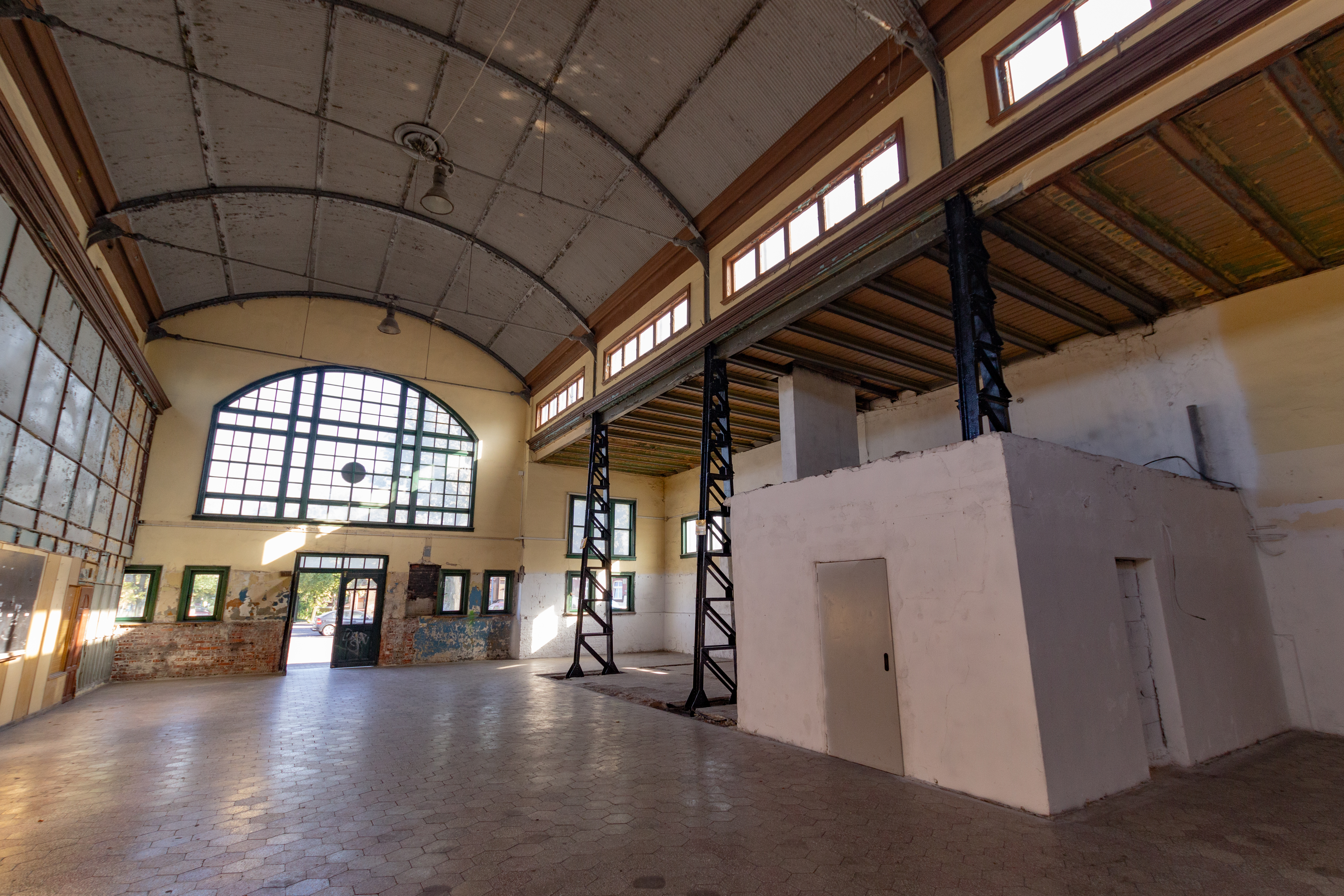
Wnętrze dworca przed remontem (2016)